# Ibne Maruane
Abderramão, Abederramão, Abderramane ou Abederramane ibne Maruane ibne Iunus (Abd al-Rahman ibn Muhammad ibn Marwan ibn Yunus), conhecido como ibne Maruane Aliliqui (Ibn Marwan al-Yil'liqui) ou simplesmente ibne Maruane, Bem Marvão ou Almaridi por ser originário de Mérida (m. 890?), foi um líder militar e religioso sufista do Alandalus que, rebelando-se contra o emir omíada de Córdova Maomé I, criou uma espécie de reino independente sediado em Badajoz, cidade da qual é considerado fundador, que ocupava o Médio e Baixo Guadiana e o sul do que é hoje Portugal.
O reino duraria até à fundação do Califado de Córdova em 928. Ibne Maruane deu nome à vila de Marvão, cujo castelo construiu entre 876 e 877, que no século X já era conhecida como Amaia de ibne Maruane ou fortaleza da Amaia.

## Origem familiar e juventude
ibne Maruane pertencia a uma família de muladis (muçulmanos nativos da Península Ibérica ou de ascendência romana ou visigótica) originária do que é hoje o norte de Portugal que se instalou em Mérida. Era filho de Iunus Aliliqui. O seu pai, Maruane ibne Iunus ou Maruane Aliliqui, foi nomeado uáli (governador) daquela cidade pelo emir omíada Maomé I.
É descrito como tendo sido conhecido na juventude pela inteligência, astúcia, sentido político e carisma como líder, apesar do seu caráter inconstante. Na sua trajetória pessoal e política teve mudanças de atitude constantes, tanto no plano político como no plano religioso, pois ora se apresenta como cristão ora como muçulmano, ora aliando-se aos cristãos contra os seus compatriotas muçulmanos, ora fazendo o contrário. No entanto, no fundo a sua posição pessoal dominante foi a de preferir considerar-se cristão a muçulmano. Isso facilitava-lhe o apoio dos mudéjares, que na prática eram renegados como ele. Ibne Maruane era especialista em aproveitar as circunstâncias em benefício próprio conforme as suas conveniências.
As referências dos cronistas árabes acerca de ibne Maruane são bastante ilustrativas. De ibne Haiane conhece-se a seguinte referência: «Afastou-se da fileiras muçulmanas para entrar nas dos cristãos, cuja amizade preferiu à dos que dirigem a sua oração em direção à quibla. No aspeto militar, o mesmo cronista relata que «tinha fama de caudilho temível. As suas vitorias eram muito celebradas; os seus atos cruéis valeram-lhe grande reputação e respeito entre os emires rivais, que acabaram por colocá-lo acima deles». Outro cronista, ibne Adari, assinala que «se separou da comunidade dos crentes e protegeu e frequentou a dos cristãos com preferência aos muçulmanos». ibne Alcutia comenta, em jeito de insistência sobre o escrito anterior, que «chegou a ser chefe dos renegados no ocidente». Este último cronista descreve-o como «agudo, manhoso e astuto na guerra a ponto de não haver quem o superasse».

## Atividade antes de se estabelecer em Badajoz

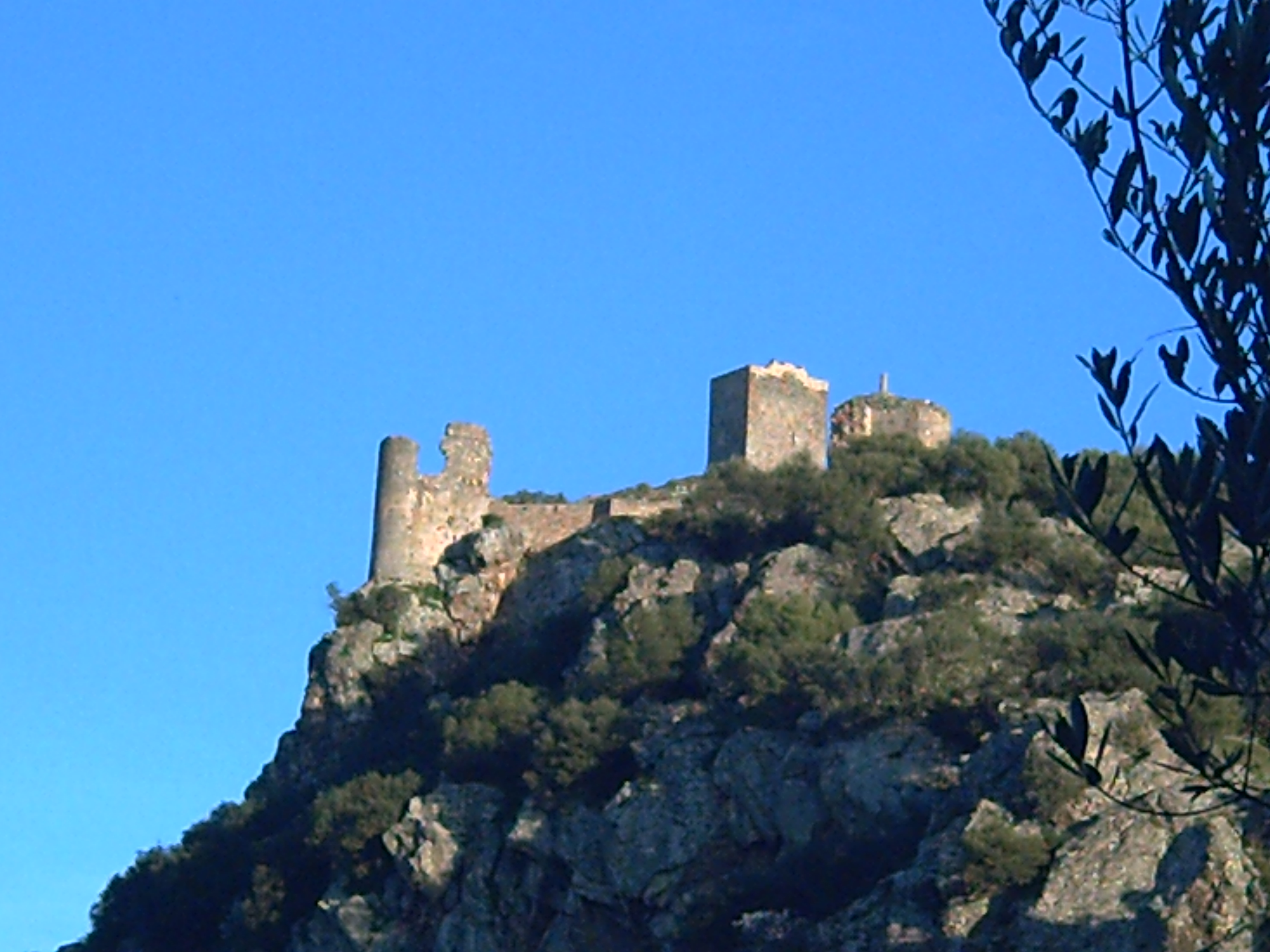
Castelo de Alange

O jovem ibne Maruane aparece no ano de 852 preso em Córdova, onde deu provas das suas habilidades manipuladoras e facilidade de sedução, pois quando ainda era cativo valeu-se dos seus modos simpáticos e abertos para ganhar a confiança de Maomé, conseguindo alcançar o posto de capitão das guardas reais devido ao seu valor e inteligência.
No entanto, as suas relações com Hacim, o hájibe (primeiro-ministro) do emir não eram muito boas, pois este desconfiava do jovem, considerando-o um arrivista, o que provocava uma forte tensão entre ambos. Um episódio marcará para sempre o destino de ibne Maruane: quando os dois estavam numa reunião dos vizires, Hacim, usando a sua autoridade superior, injuriou ibne Maruane diante de todos dizendo-lhe «vales menos que um cão» e seguidamente esbofeteou-o. Esta afronta levou ibne Maruane a fugir de Córdova com um grupo dos seus seguidores que tinha conseguido reunir e dirigiu-se para Mérida para incitar a revolta contra os Árabes como vingança do vexame a que tinha sido sujeito.
Muhammad enviou um contingente militar que obrigou Mérida a render-se e ibne Maruane teve que ir novamente residir para Córdova. Permaneceu na capital do emirado até ao ano 875, quando voltou a Mérida, onde novamente se sublevou e rechaçou a autoridade do emir, com o apoio da família e dos que lhe estavam próximos. Fortificou-se no castelo de Alange, para onde Muhammad enviou tropas que o obrigaram a render-se após três meses de cerco. Foi-lhe então fixada residência em Bataliaus (Badajoz) após prometer não voltar a levantar-se contra o emir, seu antigo amigo.

## Derrota e estabelecimento em Badajoz

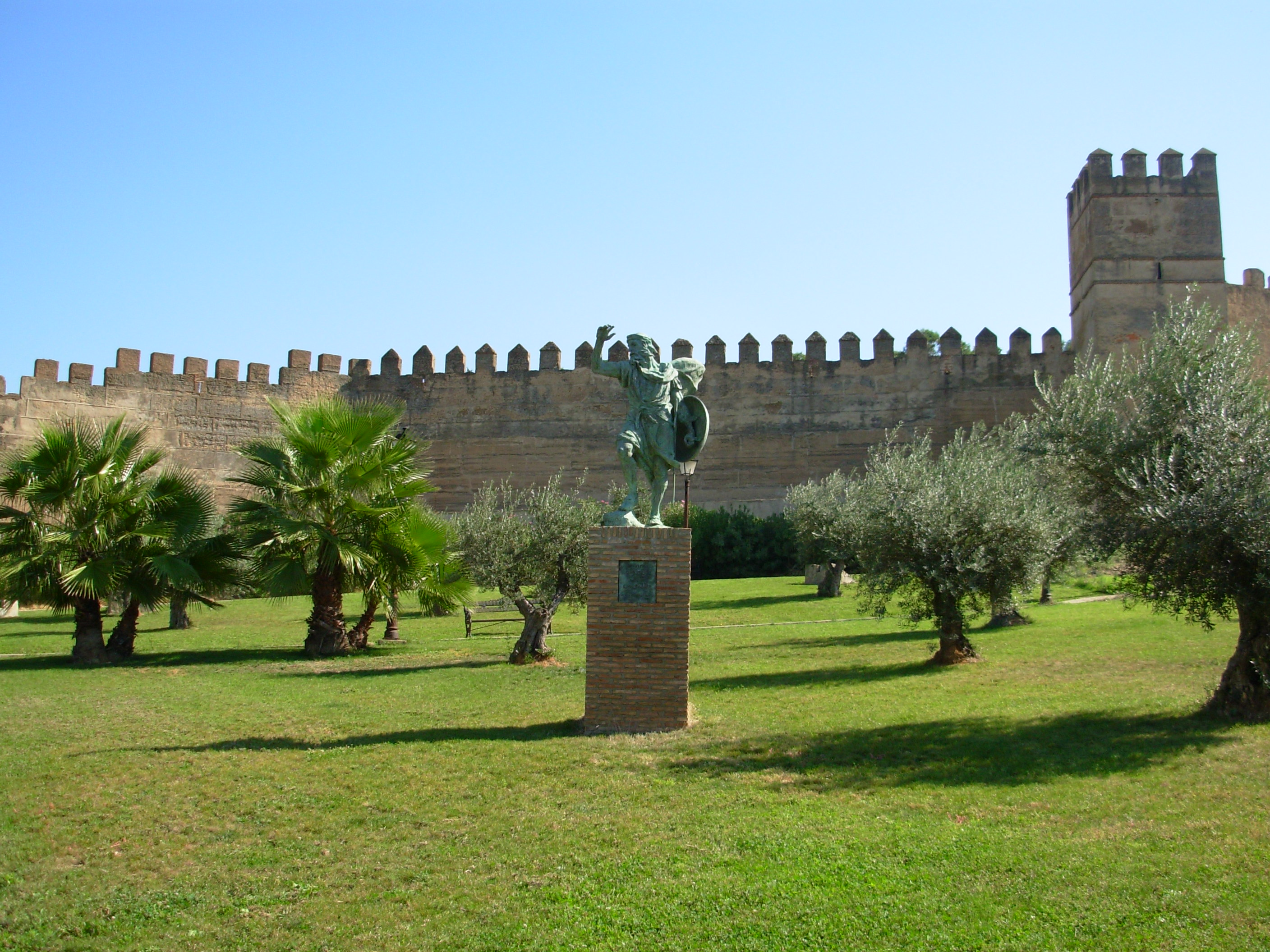
A alcáçova de Badajoz, no cerro da Muela, originalmente construída por ibne Maruane em 875. No centro encontra-se uma estátua de ibne Maruane

O facto de ter escolhido Badajoz pode dizer-se que foi um acordo, pois o próprio ibne Maruane queria ir para essa zona por duas razões: em primeiro lugar pelas condições defensivas favoráveis locais e em segundo pela fertilidade das várzeas baixas do Guadiana. O cronista árabe Rasis descreve a cidade como detentora de muitos terrenos, com as melhores terras de lavoura e pecuária do Alandalus, numerosos vinhedos e abundância de caça e pesca nos seus montes e no rio Guadiana.
Os cronistas árabes referem o episódio da seguinte forma: ibne Idari relata que «e o emir permitiu-lhe que fosse para Bataliaus, que então era uma aldeia, e ali se estabelecesse»; ibne Haiane escreve «que baixasse a Bataliaus que então estava desabitada e a construísse para ele e para a sua gente»; Rasis narra «que saia de Alange com a sua gente e vá para o castelo de Bataliaus que nesses dias estava abandonado».

### Fundação de Badajoz e Marvão
Há alguma confusão ou contradição nas diversas fontes sobre o estabelecimento de ibne Maruane em Bataliaus,[a] então uma aldeia sem importância, e a fundação da cidade que conhecemos como Badajoz. A fundação da cidade ocorreu oficialmente em 875, na sequência da batalha da Serra de Monçalude, mas quando esta ocorreu já ibne Maruane se teria estabelecido em Bataliaus, após ter sido derrotado em Alange. Após esta derrota, ibne Maruane foi autorizado a instalar-se no cerro da Muela, nas margens do Guadiana.
Posteriormente, em 875, após ter vencido na Serra de Monçalude o exército enviado contra ele pelo emir de Córdova, antevendo a impossibilidade de dominar o rebelde, o emir ofereceu um armistício para pôr um fim definitivo às suas contínuas batalhas. Segundo cronista ibne Alcutia, ibne Maruane respondeu ao emissário que o emir lhe enviou que o meu desejo é que me seja concedido Baxarnal para ali construir, fundar uma cidade e povoá-la e estabelecer nela o culto, sem que me imponham tributos, nem ordens, nem limitações, ficando o rio entre ambos».

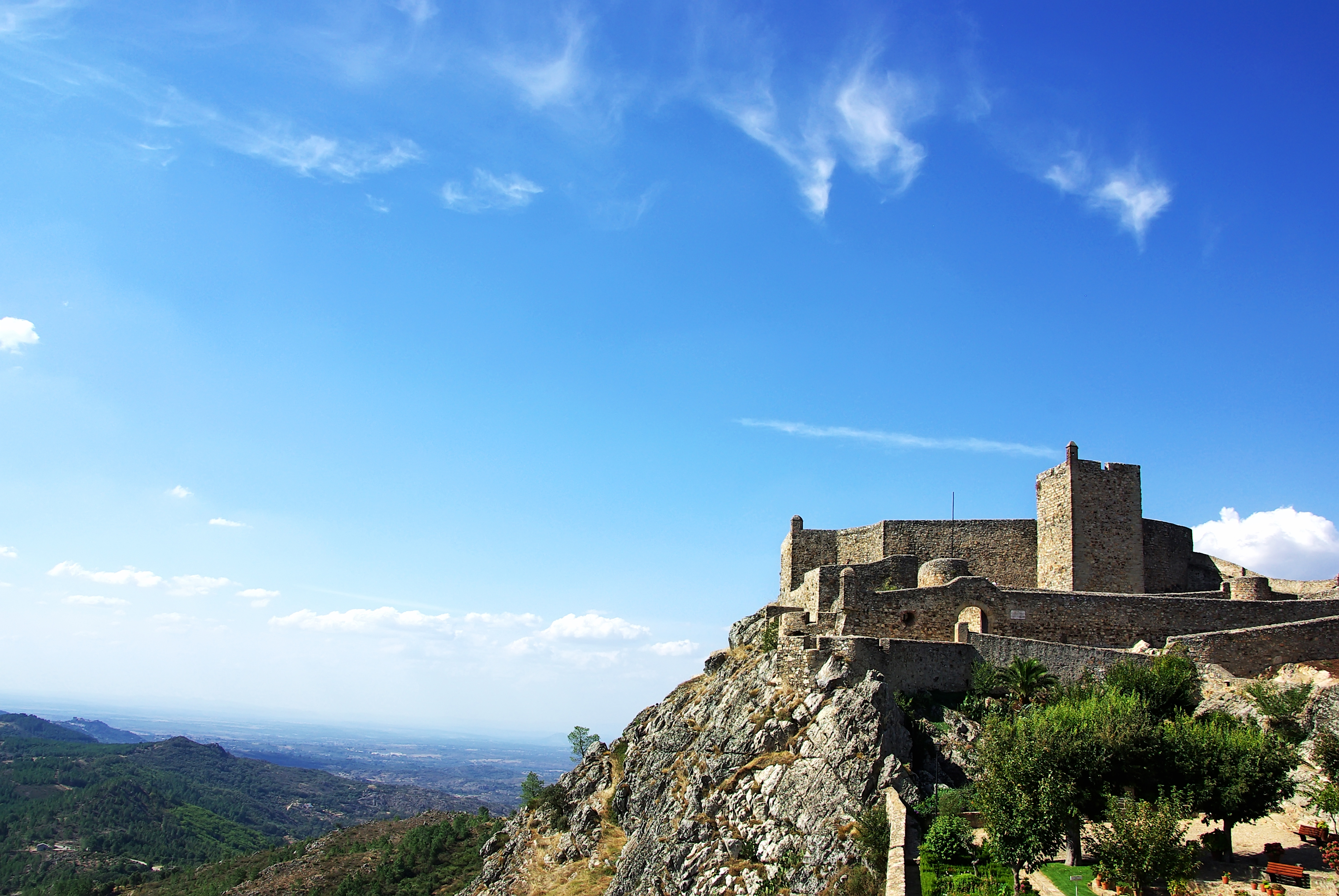
Castelo de Marvão, originalmente construído entre 876 e 877 por ibne Maruane

O lugar pedido por ibne Maruane era o cerro de San Cristóbal, situado em frente da povoação de Bataliaus, onde se tinha estabelecido anteriormente. A razão para escolher esse monte em vez do cerro da Muela era que ali tinha o rio Guadiana como excelente defesa natural contra possíveis invasões futuras, especialmente devido à grande largura do rio nessa zona. O emir sabia disso e por isso tinha autorizado a instalar-se na margem esquerda, onde se erguia a aldeia de Bataliaus. Para a construção e ampliação da nova cidade, bem como da consolidação das fortificações, ibne Maruane não só teve a autorização do emir como este lhe deu parte do dinheiro e dos pedreiros necessários para realizar as obras.
Ibne Adari relata que «ibne Maruane tinha edificado uma fortaleza em Bataliaus, onde tinha fixado residência, atraindo gentes de Mérida e outras metediças de mau viver [repugnantes]». Ibne Haiane confirma a consolidação e a sua data exata: «Abderramão, filho de Maruane, conhecido como o Galego, foi quem fez nascer esta cidade, e foi o primeiro que construiu nela na Hégira 261, herdando-a o seu filho ibne Zaíde». O ano 261 da Hégira corresponde ao ano 874 do calendário gregoriano cristão.
Apesar de oficialmente ser considerado o fundador da cidade, foram encontrados bastantes restos arqueológicos anteriores à ocupação muçulmana, nomeadamente no subsolo da catedral, que fazem suspeitar que no cerro da Muela teria existido um importante assentamento visigótico.
Marvão, a vila norte-alentejana portuguesa que tomou o seu nome também foi fundada por ibne Maruane entre 876 e 877. É provável que ibne Maruane tenha residido durante algum tempo no que atualmente se designa castelo de Marvão, uma fortaleza no cimo duma alta escarpa, praticamente inexpugnável, situado no norte dos seus territórios.

## Conflitos posteriores

### Batalha da Serra de Monçalude
Tirando partido da crescente força e prestígio do seu exército e da debilidade de Córdova, ibne Maruane prosseguiu com as suas correrias pela Lusitânia e Algarve, dependentes do emirado através da guarnição de Mérida, chegando a sua atividade a ser tão provocatória que o emir enviou um exército comandado por Hacim, o hájibe que esbofeteara o rebelde ibne Maruane.
Tendo sabido antecipadamente disso, em vez de se manter em Badajoz, ainda incapaz duma boa defesa por falta de fortificações, onde Hacim pensava surpreendê-lo, ibne Maruane marchou com as suas tropas para a Serra de Monçalude, onde teria vantagem sobre o seu adversário. Pediu também ajuda ao seu aliado Afonso III que veio em seu auxílio. Mediante uma hábil manobra estratégica do seu lugar-tenente Saljun, que enganou o inimigo, as tropas do emir foram destroçadas e Hacim foi feito prisioneiro. A batalha teve lugar na Hégira 262, ou seja, em 875.
Coberto de feridas e totalmente derrotado, o vizir muçulmano foi conduzido à presença de ibne Maruane, a quem ofendera gravemente no passado. Por tudo isso, esperava-se um castigo terrível seguido da execução, mas ibne Maruane fez gala em mostrar generosidade, enviando o vencido ao seu aliado Afonso III como agradecimento da ajuda prestada. O rei asturiano pediu um resgate exorbitante de 100 000 ducados; o emirado pagou metade dessa soma, deixando a cargo do prisioneiro o pagamento da parte restante; como o vizir não dispunha de tanto dinheiro, solicitou autorização para ir a Córdova para conseguir o resto do resgate, deixando como reféns os seus dois irmãos, um filho e um sobrinho. Hacim conseguiu reunir a soma prometida e regressou para saldar a dívida.
A batalha da Serra de Monçalude coincide praticamente no tempo, mais um ou menos um ano segundo os historiadores árabes ou cristãos, com a fundação de Bataliaus.

### Batalha da serra da Estrela
Apesar do acordo de paz com o emir, ibne Maruane não tardou muito em sublevar-se outra vez. Em 876 ou 877, desta vez com o apoio de Sadune Assurumbaqui (que apesar de ser senhor de Burtucal [Porto], operava sobretudo no Algarve) e do rei asturo-leonês Afonso III. O emir de Córdova enviou um exército comandado pelo general Haxime ibne Abedalazize, o qual caiu numa emboscada na serra da Estrela, na qual o Haxim foi capturado e entregue ao rei Afonso, que o libertou em troca dum avultado resgate. Temendo uma forte reação do emir, ibne Maruane refugiou-se em território cristão, onde permaneceu oito anos, só voltando a Badajoz em 884.
Nesse ano assinou um acordo com o emir segundo o qual passaria a governar um extenso principado que abarcava o vale do Guadiana e o que é hoje o sul de Portugal. Este acordo foi mantido pelos emires Almondir I (r. 886–888) e Abdalá I (r. 888–912).

### Batalha de Mérida

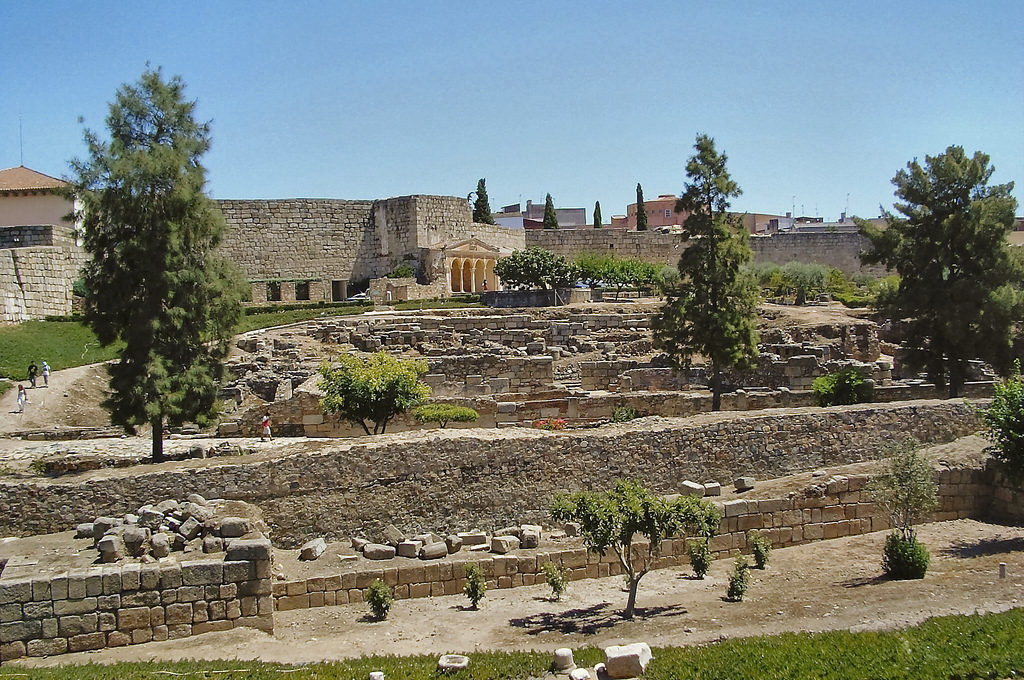
Alcáçova de Mérida

Paralelamente, nesse ambiente de conflitualidade contínua, Mérida volta a sublevar-se contra Córdova,[b] com a revolta liderada desta vez pelo árabe ibne Tárique, que aproveitou as debilidades defensivas de Mérida para dominar a cidade. O emir enviou tropas e, inexplicavelmente, ibne Maruane, de novo de boas relações com o emir, junta as suas forças às cordovesas para retomarem Mérida, a sua cidade natal. Alguns historiadores explicam esta estranha atitude pelo facto de que, devido às matanças e arrasamentos sofridos pelos emeritenses, já não restavam em Mérida quaisquer amigos ou familiares de ibne Maruane.
Depois desta vitória, juntam-se a ibne Maruane numerosos partidários, nos quais se incluem cristãos que escaparam às matanças em Mérida e gente de diversas procedências, todos eles fugitivos dos Árabes, principalmente muladis, renegados e antigos habitante de lugares destruídos pela guerra. Até o bispo de Mérida o seguiu, acompanhado por todos os seus clérigos. Desta forma, aquilo que começara como um bando de aventureiros tornou-se um autêntico e poderoso exército.

### Segundo ataque de Hacim
Reintegrado na administração do emirado após a sua libertação, Hacim planeou um segundo ataque ao seu tão odiado inimigo. Insistiu com emir até convencê-lo a quebrar a promessa de não importunar mais ibne Maruane e, argumentando que as afrontas recebidas eram muitas e que seria mais fácil derrotar o rebelde em Bataliaus, onde agora residia, do que nas serranias, marchou com o seu exército contra ele.
Entre as habilidades de ibne Maruane contava-se a de dispôr de informadores sobre os movimentos dos inimigos, pelos quais ficou a par antecipadamente do ataque eminente. Enviou então uma mensagem ao emir em que comunicava que se a marcha do exército contra ele prosseguisse, ele destruiria Bataliaus e lançaria ataques nas serranias e em campos abertos. O aviso surtiu efeito, sendo o ataque suspendido. Muito provavelmente esta decisão salvou Badajoz de desaparecer prematuramente.

## Últimos anos, morte e sucessores
A terceira e última etapa da vida de ibne Maruane, quando já estava cansado de batalhar, caracteriza-se pela permanência estável em Badajoz, a cujo governo se dedica como rei nos últimos 25 anos da sua vida. Ibne Maruane governou como emir independente de facto, apesar de não ter sido reconhecido como tal.
Não se conhece ao certo a data da sua morte; deve ter ocorrido antes da do emir Abedalá I, que morreu em 912. As investigações modernas situam-na bastante antes, cerca de 890. Em todo o caso, parece certo que morreu com idade bastante avançada.
O seu filho ibne Zaíde Maruane sucedeu-lhe no trono de Badajoz. Ibne Zaíde foi por sua vez sucedido pelo seu filho Abedalá ibne Maomé, neto de ibne Maruane.